# Robert G. Newman
Robert G. Newman (* 26. Oktober 1937 in Den Haag; † 1. August 2018 in New York City) war ein US-amerikanischer Arzt, Wissenschaftler, Gesundheitsmanager und Philanthrop.

## Leben
Robert Gabriel Newman wurde als Kind deutscher Emigranten in Den Haag, Niederlande, geboren. Zu diesem Zeitpunkt befanden sich seine Eltern als Juden auf der Flucht aus dem nationalsozialistischen Deutschland. Der Vater, Rudolph Neumann (später Randolph Newman), und die Mutter, Eva Neumann geb. Feilchenfeldt (später Eva Newman), waren beide Juristen. Die Familie übersiedelte im August 1939 nach New York City. Nach Ende des Zweiten Weltkriegs lebte Newman einige Jahre in Frankfurt/Main, wo sein Vater als Jurist an der Abwicklung der IG Farben beteiligt war.
Newman erhielt 1958 einen Bachelor-Abschluss am Washington Square College der New York University, absolvierte bis 1963 ein Medizinstudium zum MD (medical degree) an der University of Rochester School of Medicine and Dentistry und erwarb einen Master of Public Health (MPH) an der School of Public Health University of California at Berkeley.
Berufliche Stationen waren u. a.: 1967 Dienstzeit als Arzt bei der US Air Force in Fukuoka, Japan, ab 1970 Assistant Commissioner, Addiction Programs, New York City Department of Health, ab 1976 Vizepräsident, sowie von 1978 bis 1997 Präsident und CEO (bzw. Ärztlicher Direktor) des Beth Israel Medical Centers (BIMC) in Downtown Manhattan / New York City, 1997–2001 Präsident und CEO von Continuum Health Partners, 2001–2013 Direktor des Baron Edmond de Rothschild Chemical Dependency Institute of BIMC.
Von 1994 bis 2012 war Newman jeweils Professor am Dept. of Epidemiology and Population Health und am Dept. of Psychiatry and Behavioral Sciences des Albert Einstein College of Medicine, New York City.
Newmans besonderes berufliches, wissenschaftliches und humanitäres Interesse galt der Behandlung von Suchtkranken, insbesondere von Heroinabhängigen. Bereits 1968 traf Newman auf das Arztehepaar Dr. Marie Nyswander und Dr. Vincent P. Dole, die 1964 in New York City damit begonnen hatten, Heroinabhängige mit Methadon zu behandeln.
Unter dem Leiter der New Yorker Gesundheitsverwaltung Gordon Chase zur Amtszeit des New Yorker Bürgermeisters John V. Lindsay erhielt Newman Gelegenheit, die Methadonbehandlung in größerem Maßstab einzuführen und auszubauen. Diese Ausweitung war nicht unumstritten. 1998 beabsichtigte New Yorks Bürgermeister Rudy Giuliani sogar, die Methadonprogramme deutlich zurückzufahren, konnte sich damit jedoch nicht durchsetzen.
Weltweit hat Newman zahlreiche Institutionen bei der Einführung der Methadontherapie beraten, etwa in Hongkong. Dieses Engagement brachte ihm bereits zu Lebzeiten die Spitznamen „Methadonapostel“ oder sogar „Methadonpapst“ ein.
Eine besondere Rolle spielte Newman in Deutschland Ende der 1980er Jahre bei der Einführung eines Methadonprogramms. Der damalige nordrhein-westfälische Gesundheitsminister Hermann Heinemann initiierte 1987 das wissenschaftliche Methadon-Erprobungsvorhaben des Landes Nordrhein-Westfalen gegen starke Widerstände der abstinenzorientierten Fachinstitutionen und weiter Teile der Politik. Newman diente in dieser Zeit durch Vorträge und Gremienteilnahme als Fachmann und konnte belegen, dass selbst große Methadonprogramme organisatorisch zu bewältigen waren. In dieser Zeit lernte er u. a. den ebenfalls in der Drogenmedizin engagierten Berliner Rechtsmediziner Friedrich Bschor und die Aktivistin Dorothea Klieber kennen.
Ein Leitsatz von Newman zur Heroinabhängigkeit bzw. Methadonbehandlung war: „It’s a medical problem – for which a treatment exists, but for which at the moment a cure does not“ („Es (die Heroinabhängigkeit) ist ein medizinisches Problem – für das eine Behandlung existiert, im Moment eine Heilung jedoch nicht“). Newman betonte auch immer wieder die humanitäre Seite der Methadonsubstitution.
Privat war Newman mit Seiko Newman, geb. Kusuba, verheiratet. Aus dieser Ehe gingen ein Sohn und eine Tochter hervor. Newman wurde im Juni 2018 Opfer eines Autounfalls in der Bronx, an dessen Folgen er verstarb.
Trotz der Umstände seiner Geburt auf der Flucht der Eltern aus Deutschland und der Verfolgung und Ermordung naher Angehöriger im nationalsozialistischen Deutschland reiste Newman oft nach Deutschland. Er sprach immer noch fließend Deutsch und hatte stets ein unvoreingenommenes Verhältnis zu seinen deutschen Kollegen und Freunden.

## Auszeichnungen
- 1985 Nyswander/Dole “Marie” Awards (verliehen von der American Association for the Treatment of Opioid Dependence / AATOD)[4]
- 1994 Norman E. Zinberg Memorial Lecture Award for Achievement in the Field of Medicine (verliehen vom Cambridge Hospital and Harvard Medical School)
- 1996 David E. Rogers Award (verliehen von der Robert Wood Johnson Foundation)[5]
- 2006 The International Rolleston Award (verliehen von der NGO Harm Reduction International); für einen außergewöhnlichen Beitrag zur Schadensminderung durch Drogen[6]
- 2014 Order of the Rising Sun (verliehen von der japanischen Regierung), u. a. für außergewöhnliche Beförderung des medizinischen akademischen Austausches zwischen Japan und den USA[7]